# Prêtres interdits
Prêtres interdits (Nederlands: Afgestelde priesters) is een film van Denys de La Patellière die uitgebracht werd in 1973.

## Samenvatting
Jean Rastaud, een jonge dorpspastoor, wordt verliefd op Françoise Bernardeau, een jong meisje, in de turbulente tijd van de Tweede Wereldoorlog. Hij treedt uit het ambt en moet haar meerderjarigheid afwachten voordat ze kunnen trouwen. Françoise wordt zwanger en heeft een zoon. Ze sterft tijdens de oorlog en hij gaat in het verzet samen met een bevriende abt die de kerkhiërarchie betwist. Hij sneuvelt en de abt brengt het na de bevrijding tot aartsbisschop, die jonge priesters echter de noodzaak van het celibaat moet voorhouden ...

## Rolverdeling
| Acteur            | Personage               |
| ----------------- | ----------------------- |
| Robert Hossein    | Jean Rastaud            |
| Claude Jade       | Françoise Bernardeau    |
| Claude Piéplu     | de abt Grégoire Ancely  |
| Pierre Mondy      | Paul Lacoussade         |
| Louis Seigner     | de bisschop             |
| Germaine Delbat   | de moeder van Jean      |
| Michèle Watrin    | de nicht van Françoise  |
| Lucienne Legrand  | de moeder van Françoise |
| Georges Audoubert | de vader van Françoise  |